# Panorpa angustistriata
Panorpa angustistriata är en näbbsländeart som beskrevs av Syuti Issiki 1929. Panorpa angustistriata ingår i släktet Panorpa och familjen skorpionsländor. Inga underarter finns listade i Catalogue of Life.